# Grenville River
Grenville River är ett vattendrag i Grenada.   Det ligger i parishen Saint Andrew, i den centrala delen av landet, 13 km öster om huvudstaden Saint George's. Grenville River ligger på ön Grenada.